# قطعنامه ۱۱۸۵ شورای امنیت
قطعنامه ۱۱۸۵ شورای امنیت سازمان ملل متحد که در تاریخ ۲۰ ژوئیه ۱۹۹۸ تصویب شد، سندی بین‌المللی دربارهٔ بررسی وضعیت صحرای غربی است. این قطعنامه طی نشست ۳۹۱۰ام با ۱۵ رای موافق، ۰ مخالف و ۰ ممتنع تصویب شد.